# Daniel Rugholm
Daniel Rugholm (født 29. august 1982 i Frederikshavn) er en dansk politiker fra Det Konservative Folkeparti og tidligere medlem af Folketinget 2010-2011 og 2014-2015.

## Baggrund
Daniel Rugholm blev født i Frederikshavn som søn af John Jensen og Birgit Rugholm Jensen.
Han var sproglig student ved Hjørring Gymnasium fra 1998 til 2001.
Han har arbejdet som country manager for Targit A/S i Hjørring og Göteborg, kommunikationschef for Københavns Kulturcenter, projektleder ved InPress, salgs- og marketingchef for Bækmark & Kvist A/S i Nørresundby,  kommunikationsrådgiver i konXion, chefkonsulent i public affairs hos erhvervsorganisationen Landbrug & Fødevarer og senest som Special Advisor for Executive Director David Beasley i United Nations World Food Programme.

## Politiske karriere
Rugholm blev folketingskandidat for Det Konservative Folkeparti i Frederikshavnkredsen i 2007.
Han kom ind den 1. november 2010 og sad der frem til Folketingsvalget 2011 den 15. september.
I Folketinget var han partiets forskningsordfører, it-ordfører og boligordfører.
Han blev medlem af byrådet for Hjørring Kommune for Det Konservative Folkeparti i 2010.
Rugholm blev igen medlem af Folketinget efter Lene Espersens udtræden den 4. november 2014, men blev ikke genvalgt ved folketingsvalget d. 18. juni 2015.